# Parti socialiste des travailleurs unifié

Drapeau du Parti socialiste des travailleurs unifié

Le Parti socialiste des travailleurs unifié (en portugais : Partido Socialista dos Trabalhadores Unificado, abrégé en PSTU) est un parti politique trotskiste brésilien fondé en 1994 par des dissidents du Parti des travailleurs. Au niveau international, il est membre de la Ligue internationale des travailleurs - Quatrième Internationale.
À l'élection présidentielle de 1998, le PSTU présente la candidature de José Maria de Almeida, qui arrive en septième position avec 0,3 % des voix. La même année, la direction du parti exclut la tendance Stratégie révolutionnaire, qui deviendra le Mouvement révolutionnaire des travailleurs. De nouveau candidat en 2002, de Almeida porte son score à 0,5 %. Enfin, en 2006, le PSTU soutient la candidature de l'ancienne sénatrice Heloísa Helena, candidate du nouveau Parti socialisme et liberté, également soutenue par le Parti communiste brésilien, qui arrive en troisième position avec 6,85 % des voix.
Aux élections générales de 2002 et 2006, le PSTU n'obtient que 0,1 % des voix et aucun siège de député ou sénateur.